# Добро јутро, комшија 5
Добро јутро, комшија 5 је филм из Републике Српске у продукцији РТВ Приједор и БН Телевизије. Сниман је као пети наставак серијала филмова Добро јутро, комшија. Жанр овог филма је комедија, а режисер и сценариста филма је Перо Шпадић.

## Радња
Позната лица, комшије Чедо, Неђо, Милка, Бранка, Мрва и Миле добијају понуду за добро плаћен посао. На почетку није било како су очекивали и како им је обећано. Приликом радова догађају се разне незгоде и догодовштине главних јунака.